# Harry Hemley Plaskett
Harry Hemley Plaskett (Toronto, 5 de julho de 1893 — 26 de janeiro de 1980) foi um astrônomo canadense.
Trabalhou com física solar, espectroscopia astronômica e espectrofotometria. De 1932 a 1960 foi Catedrático Saviliano de Astronomia, laureado em 1963 com a Medalha de Ouro da Royal Astronomical Society.